# Bornemisza Zoltán
Kálnói és ádámföldi Bornemisza Zoltán (Névvariáns: Bornemissza) (Sebes, Sáros vármegye, 1851. augusztus 18. – Ungvár, 1927. február 1.) gyümölcsészeti vándortanár, fatenyésztési felügyelő, állatgyógyász, szakíró, császári és királyi tartalékos hadnagy.

## Családja

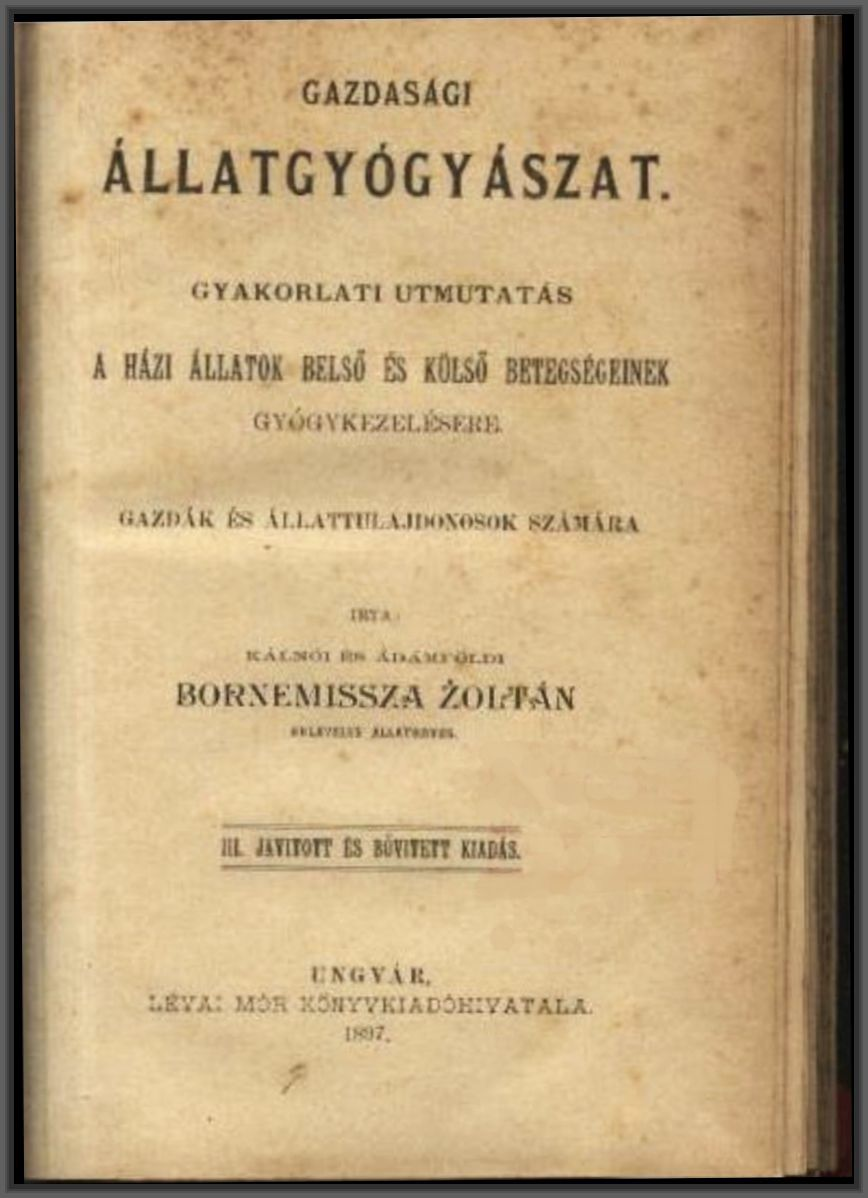
Bornemisza Zoltán művének címlapja, 1897

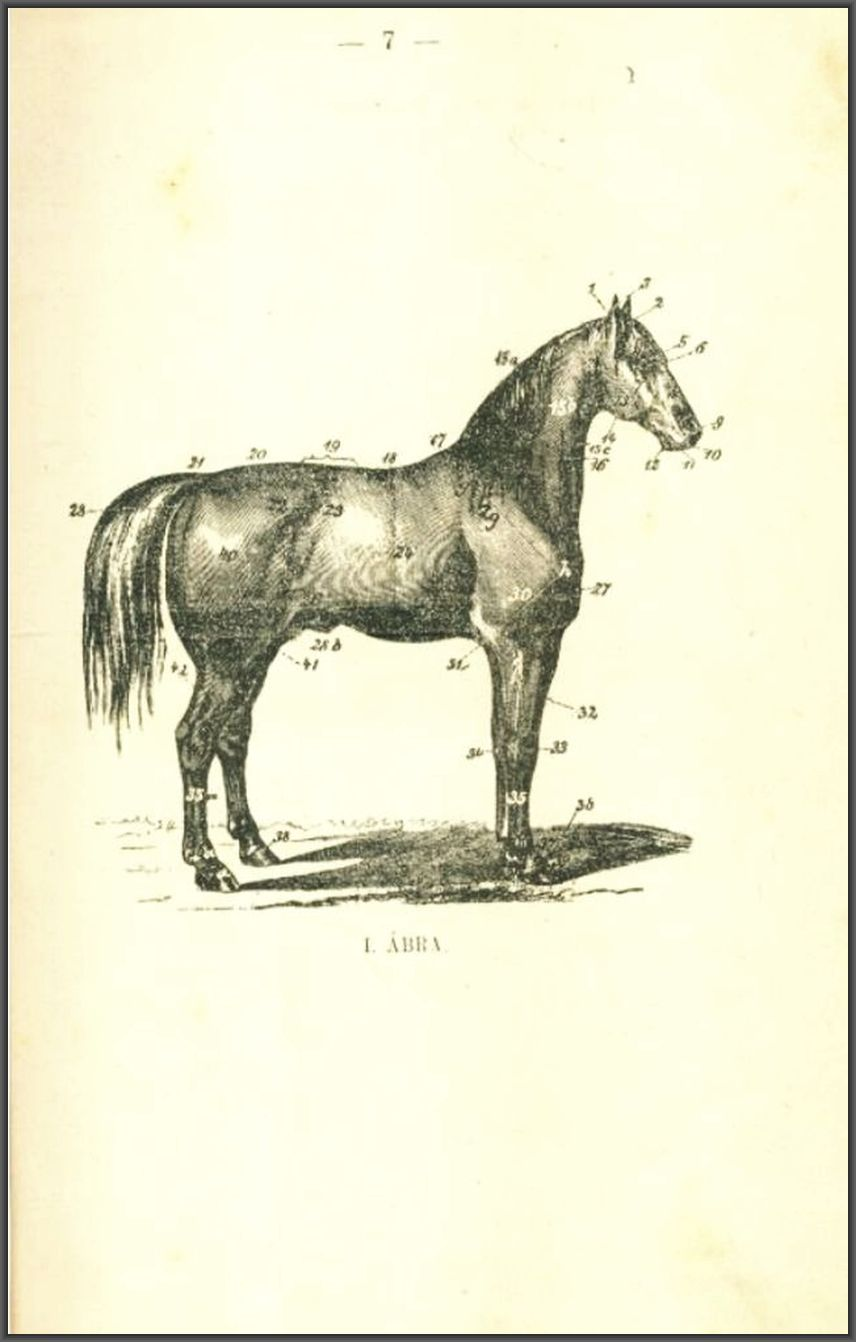
Bornemisza Zoltán művének 7. oldala, 1897

Apja: kálnói és ádámföldi Bornemisza János, édesanyja: tarkeői és tahvári Tahy Katalin. Kálnói és Ádámföldi Bornemisza János 1847. március 6-án esküdött meg Tahy Katalinnal.
Testvére: Árpád (Kassa, 1848. december 24.– Kassa, 1885. január 4.) huszárhadnagy és Gizella (férjezett Valmagini Józsefné).

## Élete
Jogi tanfolyamot végzett Kassán, majd a Magyaróvári Gazdasági Akadémiára íratkozott be, végül felsőfokú képzését a Magyar Királyi Állatorvosi Tanintézetben fejezte be. Gyümölcsészeti vándortanár volt Ung, Bereg és Ugocsa megyékben. Több nyelvet beszélt.
Az Ung megyei Gazdasági Egyesület választmányi tagja volt, ülésein felszólalt és előadásokat tartott.
Igazgatója volt a Mokcsa-Pallagcsa tólecsapoló-társulatnak (Mogyorós), mely 1882-ben alakult érdekeltség volt, és 1886-ban alakult társulattá.
1874-től számos gazdasági és gyümölcsfatenyésztési cikket írt a Magyar Föld, a Gazdasági Lapok (1874) és Földmívelési Érdekeink című lapokba. Lótenyésztési és sportcikkei a Vadász- és Versenylapban jelentek meg. Tárcacikkeket jelentetett meg a Fővárosi Lapokba (1883, 1886–1887), nemzetgazdaságiakat az Ugocsába (1890–1891). 
„1885-ben írta első szakcikkét a Néptanítók Lapjába »Néptanítóinkhoz« címmel. Ebben a gyümölcsmag gyűjtéséről, eltartásáról és a magok csíráztatásáról, a talaj előkészítéséről, valamint a magvetés elvégzéséről írt. …1885 teléig, a Néptanítók Lapja megalapításától (1868) ez volt az első igazi szakmailag kimerítő, alapos, jó gyakorlati leírás és útmutató, amely eddig nagyon hiányzott a lapból. A szerkesztő is érezhette az írás sikerességét, így a következő évben sorozatban jelentek meg cikkei.” Rendszeres írásai jelentek meg az Ung című lapban és még más fővárosi és vidéki lapokba is dolgozott.
1890-től a Magyar Kertész című, Nagyszőlősön megjelenő lap szerkesztője volt.
A gyümölcsfák termesztése és a faiskolák ügyében hivatalával összefüggésben is, számos rövidebb írást, hirdetményt tett közzé.
Az 1878-as hadi érem tulajdonosa.

## Művei
- Gazdasági állatgyógyászat. Gyakorlati útmutatás a házi állatok belső és külső betegségeinek gyógykezelésére. Gazdák és állattulajdonosok számára. (264, VII. lap.) Ungvár, 1889. – 2. kiadás hasonló címmel (264 és VII. lap.) Ungvár, 1894. – 3. kiadás. Ungvár, 1897.
- Jövedelmező gyümölcsfatenyésztés. Budapest, 1889.
- A hasznos madarak védelméről. (63 lap.) Budapest, 1890.
- Néptanítók zsebnaptára. 1894/1895-ös tanévre. Ember János – Bornemissza Zoltán.
- A szilvatermelés és feldolgozás Franciaországban. Bornemisza Zoltán fatenyésztési felügyelő előadása a felső-magyarországi kertészeti egyesületnek folyó év szeptember hó 21–23-án, Kassán rendezett kiállításán. Ung, vegyes tartalmú hetilap. Ung vármegye és az Ung megyei Gazdasági Egyesület hivatalos közlönye. 1895. 43–45. szám. 1895. október 27, november 3. és november 10. I–III. közlemény.

## Jelentősége
A Gazdasági állatgyógyászat című munkája a korszak hiánypótló műve volt. Rövid időn belül második és harmadik kiadást is megért – amint azt a második kiadása előtt írták róla –: „számtalan esetben lehetetlen a távol lakó állatorvos tanácsát idejekorán kikérni s akkor a gazda kitűnő hasznát veheti egy oly állatorvosi tanácsadónak, mint a minő a Bornemissza Zoltán által írt »Állatgyógyászat« című munka, melynek II. kiadása a jövő héten fog megjelenni. Ezen kiváló munka a legnagyobb elterjedtségnek örvend azért, mert benne nemcsak a képzett állatorvos, de a praktikus gazda tanácsát is fölleli mindenki. Ezen kívül a belsőleg adandó gyógyszerek adagja és adagolási módja, valamint ideje mindenütt világosan és érthetően van kifejezve.” A sertéspestis betegséget 1883-ban az Amerikai Egyesült Államokban állapították meg először, majd átjutott Európába, és a századfordulóra Magyarországon is megtizedelte az állományt. A Bornemissza Zoltán állatorvos által 1889-ben kiadott Gazdasági állatgyógyászat könyv a „sertésvészt” már a hazai sertésállomány egyik legveszedelmesebb fertőző betegségeként tartotta számon, megjegyezve, hogy igen súlyos pusztítást okoz a hazai sertésállományban.
Bornemissza Zoltán A hasznos madarak védelméről című ismeretterjesztő, szemléletformáló könyve 1890-ben jelent meg Budapesten. Ez a mű volt az első, amely még Herman Ottó hasonló témájú könyve előtt felhívta a figyelmet a madarak téli etetésének lehetőségére és fontosságára. Fatenyésztési felügyelőként nemcsak az ország lakossága, hanem a mező- és erdőgazdálkodó szakemberek számára is hangsúlyozta a madáretetés mezőgazdasági következményeit és jelentőségét. A lakosság körében mind nagyobb népszerűségnek örvendett az önkéntes madáretetés. Míg végül 1906-ban a magyar törvénytárba is bekerült a madárvédelem.